# Dynamine
Dynamine é um gênero de borboletas Nymphalidae da América do Sul. Possui mais de 40 espécies, de colorido variado, sendo que a maior parte de suas espécies se concentra na floresta amazônica, embora sejam encontradas desde o México até a Bolívia em sua maioria, sendo que espécies como a D. agacles são achadas do Panamá até a Argentina.

## Características
Os ovos da maioria de suas espécies são brancos, e depositados individualmente na parte axial das folhas ou botões florais; já as crisálidas tem cor esverderda, são longilíneas, cabeça bífida e quilha dorsal acentuada; suas borboletas aquecem as asas sob o sol antes de voarem (poiquilotermia ou heliofilia), e suas asas na maioria têm cores metálicas azuladas ou esverdeadas embora variem desde a padrões simples de cores até a coloridos ornamentados.

## Espécies

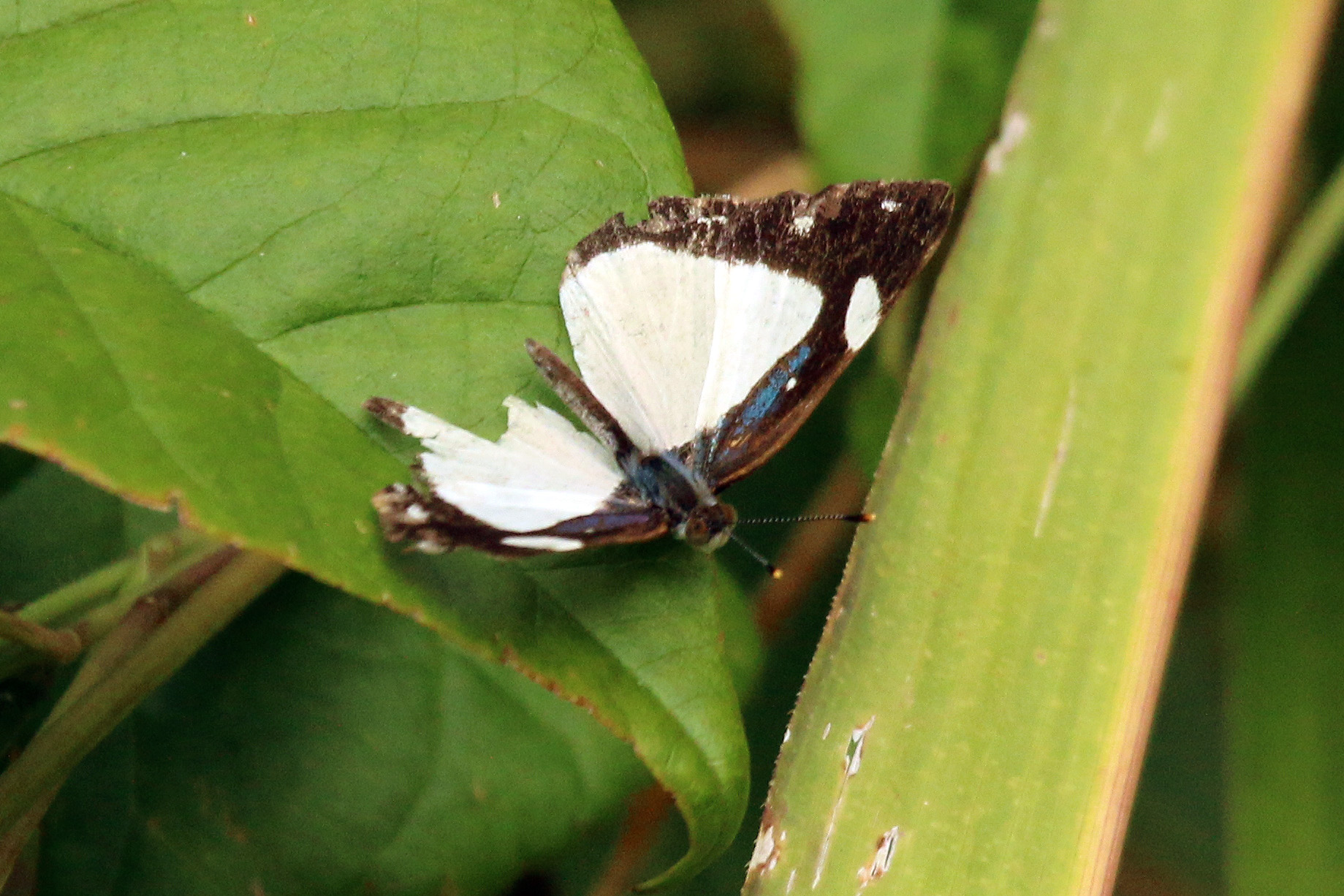
D. theseus, Tobago

Lista alfabética de algumas das espécies.
- Dynamine aerata (Butler, 1877)
- Dynamine agacles (Dalman, 1823)
- Dynamine agatha (Oberthür, 1916)
- Dynamine amplias (Hewitson, 1859)
- Dynamine anubis (Hewitson, 1859)
- Dynamine arene (Hübner, 1823)
- Dynamine artemisia (Fabricius, 1793)
- Dynamine ate (Godman & Salvin, [1883])
- Dynamine athemon (Linnaeus, 1758)
- Dynamine chryseis (Bates, 1865)
- Dynamine coenus (Fabricius, 1793)
- Dynamine colombiana (Talbot, 1932)
- Dynamine davinae (Brévignon, 2008)
- Dynamine dyonis (Geyer, 1837)
- Dynamine erchia (Hewitson, 1852)
- Dynamine gisella (Hewitson, 1857)
- Dynamine haenschi (Hall, 1917)
- Dynamine hecuba (Schaus, 1913)
- Dynamine ines (Godart, 1824)
- Dynamine intermedia (Talbot, 1932)
- Dynamine laugieri (Oberthür, 1916)
- Dynamine meridionalis (Röber, 1915)
- Dynamine myrrhina (Doubleday, 1849)
- Dynamine myrson (Doubleday, 1849)
- Dynamine neoris (Hewitson, 1859)
- Dynamine onias (Hewitson, 1857)
- Dynamine paulina (Bates, 1865)
- Dynamine pebana (Staudinger, 1885)
- Dynamine perpetua (Bates, 1865)
- Dynamine persis (Hewitson, 1859)
- Dynamine postverta (Cramer, 1780)
- Dynamine racidula (Hewitson, 1852)
- Dynamine sara (Bates, 1865)
- Dynamine serina (Fabricius, 1775)
- Dynamine setabis (Doubleday, 1849)
- Dynamine sosthenes (Hewitson, 1869)
- Dynamine theseus (C. & R. Felder, 1861)
- Dynamine tithia (Hübner, 1823)
- Dynamine vicaria (Bates, 1865)
- Dynamine zenobia (Bates, 1865)